# Kevin Jonas
Paul Kevin Jonas II, ofwel Kevin Jonas, (Teaneck, New Jersey, 5 november 1987) is een Amerikaans gitarist, zanger en acteur. Samen met zijn twee jongere broers Nick en Joe vormt hij de band Jonas Brothers.

## Carrière
Hun eerste album, It's About Time, kwam uit op 8 augustus 2006. Het album werd dusdanig slecht verkocht dat hun platenmaatschappij niet verder wilde met de band. Het tweede album, Jonas Brothers, stemde een ander label wel tevreden. Het haalde de hitlijsten in Amerika. Het derde album, A Little Bit Longer, kwam binnen op 12 augustus 2008. Op 16 juni 2009 kwam het nieuwste album 'Lines, Vines and Trying Times' uit. Jonas droeg net als zijn twee broers een purity ring. Dat betekent dat hij zich voornam geen gemeenschap te hebben voor het huwelijk en ook geen drank, tabak, of drugs te nemen.
Jonas speelt samen met zijn broers Nick en Joe ook in de serie Jonas L.A.

### Privé
Jonas is de eerste zoon van Denise Miller en Paul Kevin Jonas sr. Jonas is van Italiaanse (van een overgrootvader), Duitse, Engelse, Ierse, Schotse, Cherokee, en Frans-Canadese afkomst. Jonas is getrouwd en heeft twee dochters.

## Filmografie
- Bibliothèque nationale de France: cb16139541x (data)
- International Standard Name Identifier: 0000 0000 7852 6943
- Library of Congress Control Number: no2009153422
- Nationale Bibliotheek van Letland: 000342557
- MusicBrainz: 7b54e7dc-bae3-43f8-992e-10c43b859659
- Nationale Bibliotheek van Tsjechië: osa2010567302
- Nationale Bibliotheek van Polen: a0000002305762
- Système universitaire de documentation: 161904580
- Virtual International Authority File: 120106896
- WorldCat: E39PBJjXmxPtWvvRgVfDj44H4q